# Província de Tulcea
La província de Tulcea (IPA: [tul.ʧa]) és un judeţ, una divisió administrativa de Romania, a la regió de Dobrudja, amb capital a Tulcea.

## Límits
- Mar Negre a l'est.
- Província de Brăila a l'oest.
- Província de Galaţi ial nord-oest
- Ucraïna al nord - óblast d'Odessa.
- Província de Constanţa al sud.

## Demografia
El 2002, tenia 256,492. La densitat de població era de 31 h/km², la més baixa de Romania.
- Romanesos - 90.00%[1]
- Russos i Lipovans - 6,37%
- Turcs i tàtars - 1,29%
- Gitanos - 0,88%
- Grecs - 0,65%

| Any  | Població |
| ---- | -------- |
| 1948 | 192,228  |
| 1956 | 223,719  |
| 1966 | 236,709  |
| 1977 | 254,531  |
| 1992 | 270,997  |
| 2002 | 256,492  |

## Divisió Administrativa
La província té 1 municipalitat, 4 ciutats i 46 comunes.

### Municipalitat
- Tulcea - capital; població: 96,813

### Ciutats
- Babadag
- Isaccea
- Măcin
- Sulina

### Comunes
| - Baia - Baidaud - Beştepe - C. A. Rosetti - Carcaliu - Casimcea - Ceamurlia de Jos - Ceatalchioi - Cerna - Chilia Veche | - Ciucurova - Crişan - Dăeni - Dorobanţu - Frecăţei - Greci - Grindu - Hamcearca - Horia - I. C. Brătianu (Zaclău, 23 August) | - Izvoarele - Jijila - Jurilovca (Unirea) - Luncaviţa - Mahmudia - Maliuc - Mihai Bravu - Mihai Kogălniceanu - Murighiol (Independenţa) - Nalbant | - Niculiţel - Nufăru - Ostrov - Pardina (1 Mai) - Peceneaga - Sarichioi - Sfântu Gheorghe - Slava Cercheză - Smărdan - Somova | - Stejaru - Topolog - Turcoaia - Valea Nucarilor - Valea Teilor - Văcăreni |